# Umberto Nistri
Umberto Nistri (* 16. September 1895 in Rom; † 24. April 1962 ebenda) war ein italienischer Unternehmer und Erfinder. Er gründete im Jahr 1926 in Rom die Firma Ottico Meccanica Italiana (kurz: OMI; deutsch „Italienische Optomechanik“), ein auf die Photogrammetrie spezialisiertes Unternehmen, das Instrumente und Messgeräte für die Luftbildfotografie, insbesondere zur Auswertung von Fotogrammen herstellte.

## Leben
Umberto wurde als erstes Kind von Raphael and Letizia Nistri geboren, die beide als Kinder von Bauernfamilien aus dem Ort Quinto in der Toskana nahe Sesto Fiorentino stammten. Kurz vor seiner Geburt zogen sie in den römischen Stadtteil Prati, in dem Umberto seine Kindheit verbrachte. Nach der Geburt von fünf Geschwistern zog die Familie ins nahe Forte Trionfale am römischen Monte Mario um. Sein Vater arbeitete hier in einem Militärstützpunkt für die  Ingenieurtruppen. Durch die Tätigkeit seines Vaters inspiriert, entdeckte Umberto sein Interesse für die Luftbildfotografie und beschloss, selbst Ingenieur zu werden. Als ältester Sohn gehörte es zu seinen Pflichten, die Familie finanziell zu unterstützen. Daher musste er kurzfristig eine Stelle als Landvermesser annehmen.
Im Jahr 1915, mit dem Eintritt Italiens in den Ersten Weltkrieg, erwachte sein Interesse an der militärischen Fliegerei. Er musste jedoch seiner kranken Mutter versprechen, nicht selbst zu fliegen. So blieb er am Boden und ging zur Artillerie. Er wurde zur Front in den Karst im Hinterland der Triester Bucht versetzt. Im Jahr 1916 durfte er während eines Heimaturlaubs noch einmal seine Mutter besuchen, die kurz darauf starb. Er sah sich nun nicht länger an das ihr gegebene Versprechen gebunden und bewarb sich 1917 als Flugbeobachter. Bei der 35. Flugstaffel im venetischen Santa Giustina wurde er zum Spezialisten für die Luftbildfotografie zur Aufklärung von feindlichen Stellungen. Für seine Verdienste und Tapferkeit erhielt er zwei Kriegsauszeichnungen.
Sein Vater starb 1918 kurz nach dem Krieg und von nun an war Umberto das Familienoberhaupt, wobei ihn sein Bruder Amedo unterstützte. Auch aus finanziellen Gründen blieb Umberto bei der italienischen Luftwaffe. Ein Jahr später heiratete er seine Jugendfreundin Lola, die inzwischen Schullehrerin geworden war, und ihm zwei Söhne schenkte, Paolo Emilio und Raffaello (1920–1981). 
Aufgrund seiner im Krieg gemachten Erfahrungen war Umberto in der Lage, ein besonderes Instrument zu entwickeln, mit dessen Hilfe aus stereoskopischen Luftbildaufnahmen topografische Karten erzeugt werden konnten. Sein erstes Patent hierzu aus dem Jahr 1919 beschreibt den fotocartografo, der 1922 fertig entwickelt war. Weitere Patente folgten 1925 (Modell II) und 1929 (Modell III). Ferner entwickelte er zeitgleich auch sein erstes Instrument zur Flugnavigation. Bereits 1921 hatte er zusammen  mit Amedo sein erstes Unternehmen gegründet. Die Società Anonima Rilevamenti Aerofotogrammetrici (kurz: SARA; deutsch „GmbH für Luftbildaufklärung“), in der Landkarten aus Luftbildern erzeugt wurden, die bald unter ihre Abkürzung als SARA-Nistri bekannt wurde. Im Jahr 1926 gründete er in Rom die Ottico Meccanica Italiana (kurz: OMI; deutsch „Italienische Optomechanik“). Diese wurde bald unter der Kurzbezeichnung OMI-Nistri bekannt.
Der viel zu frühe Tod seines Bruders Amedo im Jahr 1936 und der Ausbruch des Zweiten Weltkriegs drei Jahre später bedeuteten weitere Einschnitte privater und geschäftlicher Art. Immerhin erhielt er von den italienischen Militärs den Geheimauftrag zur Entwicklung einer italienischen Rotor-Chiffriermaschine ähnlich der deutschen Enigma D. Es entstand die technisch hervorragend konzipierte OMI Alpha, die allerdings ähnliche kryptografische Schwächen wie ihr deutsches Vorbild aufwies, obwohl sie im Gegensatz zu dieser über fünf Rotoren (und nicht nur vier) verfügte. Gelegentlich wird seine Maschine auch als „italienische Enigma“ bezeichnet. Nach dem Krieg, um 1954, also während der Frühzeit des Kalten Krieges, folgte der OMI Criptograph, gegen Ende der 1950er-Jahre dann der OMI Cryptograph-CR und schließlich in den frühen 1960er-Jahren der OMI Cryptograph-CR Mk II.
Umberto Nistri starb 1962 im Alter von nur 66 Jahren. Sein Sohn Raffaello übernahm für weitere fast zwanzig Jahre die Leitung der Geschäfte.
Umberto Nistri erhielt zahlreiche internationale Auszeichnungen und Ehrungen. Nach ihm ist im römischen Stadtviertel Ostiense nahe der Università degli studi Roma Tre eine Straße benannt, die Via Umberto Nistri.